# Глиноземний завод у Хатінохе
Глиноземний завод у Хатінохе – колишнє виробництво, яке започаткувало розвиток хімічного майданчику в японському місті Хатінохе (завод Nitto Chemical Industry Hachinohe Factory, 日東化学工業八戸工場).
В середині 1930-х японці почали приділяти все більше уваги політиці самозабезпечення, що, зокрема, змусило звернути увагу на фосфорити острова Кітадайто як потенційне джерело алюмінію. В 1934-му власник копальні на Кітадайто компанія Dainihon Sugar замовила Токійському технологічному університету розробку технології продукування глинозему з фосфоритів, за результатами чого в 1936-му на токійській фабриці Dainihon Sugar змонтували пілотну установку, що показала гарні результати. Як наслідок, в 1937-му заснували компанію Nitto Chemical Industries, що мала опікуватись глиноземно-хімічним напрямком.
У відповідності до розробленої технології руду з Кітадайто, що містила фосфати алюмінію та кальцію, потрібно було послідовно обробляти сульфатною кислотою, аміаком та гідроксидом, що дозволяло у підсумку отримати не лише глинозем, а й добрива – сульфат та фосфат амонію. 
За проектом завод  повинен був самостійно забезпечувати себе сульфатною кислотою та аміаком, з урахування чого для його розміщення обрали майданчик у Хатінохе на північному завершення острова Хонсю, що надавало гарний доступ до вугільної промисловості Хоккайдо (сировиною для продукування аміаку був кокс) та сірчаної копальні Мацуо в префектурі Івате (сировина для сульфатної кислоти).
Строки спорудження підприємства виявились дещо більшими за проектні через ускладнення постачання обладнання та матеріалів на тлі початку Другої японо-китайської війни та затримку з надходженням німецького обладнання для виробництва аміаку. Втім, вже наприкінці 1938-го вдалось почати випуск сульфатної кислоти, а в 1939-му отримали перший аміак, що надало змогу з весни 1940-го випускати сульфат аміаку. Відомо, що на той час потужність майданчику по аміаку становила 12 тисяч тонн на рік.
У грудні 1940-го справа нарешті дійшла до запуску головного глиноземного виробництва, втім, після масштабування до промислових масштабів технологія показала свої недоліки, а спроби налагодити технологічні процеси були ускладені призовом частини інженерів на військову службу. В подальшому із вступом Японії до повномасштабної війни виникли ускладнення в логістиці, що призвело до так і не реалізованого проекту переміщення глиноземного виробництва на Тайвань (який був набагато ближчий до Кітадайто аніж північ Хонсю). У підсумку глиноземний напрямок в Хатінохе так і не зміг розпочати повноцінну роботи, обмежившись випуском за період з 1940 та до завершення війни лише 1130 тонн глинозему.
Що стосується майданчику в цілому, то він перетворився у потужне хімічне підприємство, яке спеціалізувалось на виробництві добрив станом на 1951-й могло випускати 111 тисяч тонн 50%-ї сульфатної кислоти та 113 тисяч тонн сульфату амонію на рік.